# Šlágr 2
Šláger Muzika je československá lidová televizní stanice, která začala vysílat 25. listopadu 2017. Licenci na pozemní vysílání získala 26. září 2017.

## Program
Šláger Muzika je více zaměřen na starší publikum než hlavní Šláger Originál a primárně se věnuje žánru dechové hudby. Vysílá výhradně reklamu a teleshopping zaměřený na prodej hudebních zvukových a zvukově-obrazových záznamů. Ve vysílání se objevují různé hudební žánry, především mezinárodní americká country music. Program je sestavený z pravidelně rotujících programových bloků.

## Pořady vlastní tvorby
- Československá muzika
- Dechovkový pořad
- Dechovkový Šlágr mišmaš
- Z dechovky do dechovky
- Z písničky do písničky

## Dostupnost
Stanice je dostupná v satelitních platformách, kabelové a IPTV televizi. Při svém startu stanice vysílala v Regionální síti 8, následně také v DVB-T2 Přechodové síti 12, Multiplexu 22 a v Multiplexu 23 až do 21. srpna 2020, kdy České Radiokomunikace v těchto multiplexech a v Multiplexu 3 dočasně znemožnily pozemní vysílání kanálů Šlágr TV a Šlágr 2 kvůli mnohamilionovým dluhům za šíření signálu. 29. srpna 2020 se objevil v Regionální síti 7, Přechodové síti 13 a v Multiplexu 24 konkurenčního operátora Digital Broadcasting už pouze kanál Šlágr TV.